# PDS 70
Désignations
PDS 70, aussi connue comme V1032 Cen, est une jeune étoile naine, variable de type T Tauri, située dans la constellation du Centaure, à 370 années-lumière du Système solaire.
Âgée de seulement 5,4 millions d'années, PDS 70 est une étoile très jeune, encore entourée de son disque circumstellaire. Son observation par l'instrument SPHERE permet d'assister à la formation d'une planète géante gazeuse — appelée PDS 70 b — de plusieurs fois la masse de Jupiter et éloignée de 22 fois la distance Terre-Soleil. C'est une occasion précieuse d'observer une planète naissante. Son atmosphère, d'une température de 1 000 °C, est recouverte de nuages,,. 
Une seconde planète PDS 70c a été confirmée en 2019 ce qui fait de PDS 70 le seul exemplaire connu  de système de disque  protoplanétaire avec deux étoiles dans le disque.

## Découverte et désignation

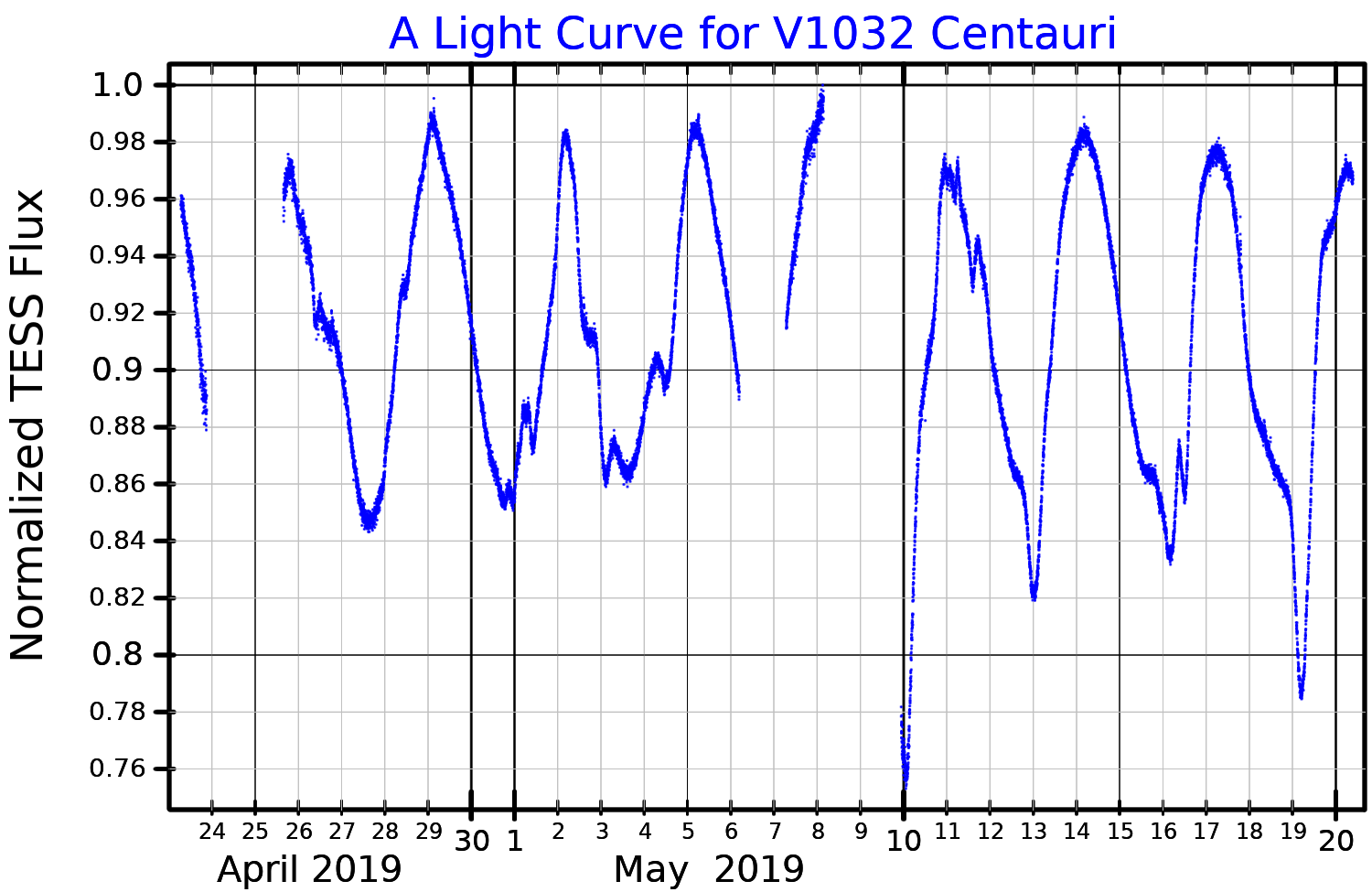
Courbe de luminosité de PDS 70 (alias V1032 Centauri), tracée à partir des données récoltées par le satellite TESS.

Le "PDS" dans le nom de cette étoile signifie Pico dos Dias Survey, une enquête qui a recherché des étoiles de la pré-séquence principale sur la base des couleurs infrarouges de l'étoile mesurées par le satellite IRAS. PDS 70 a été identifiée comme une étoile variable de type T Tauri en 1992, à partir de ces couleurs infrarouges. La luminosité de PDS 70 varie quasi-périodiquement avec une amplitude de quelques centièmes de magnitude en lumière visible. Les mesures de la période de l'étoile dans la littérature astronomique sont incohérentes, allant de 3,007 jours à 5,1 ou 5,6 jours,.

## L'étoile
PDS 70 est une étoile naine orange d'un diamètre estimé être 26 % plus grand que celui du Soleil, mais avec une masse de 76 % et une luminosité de 35 % de celles du Soleil. Sa température de surface est de 3 972 kelvins.
PDS 70 est membre du groupe Haut-Centaure Loup de l'association Scorpion-Centaure, qui est l'association d'étoiles massives de types O et B la plus proche du Système solaire.

## Le disque protoplanétaire

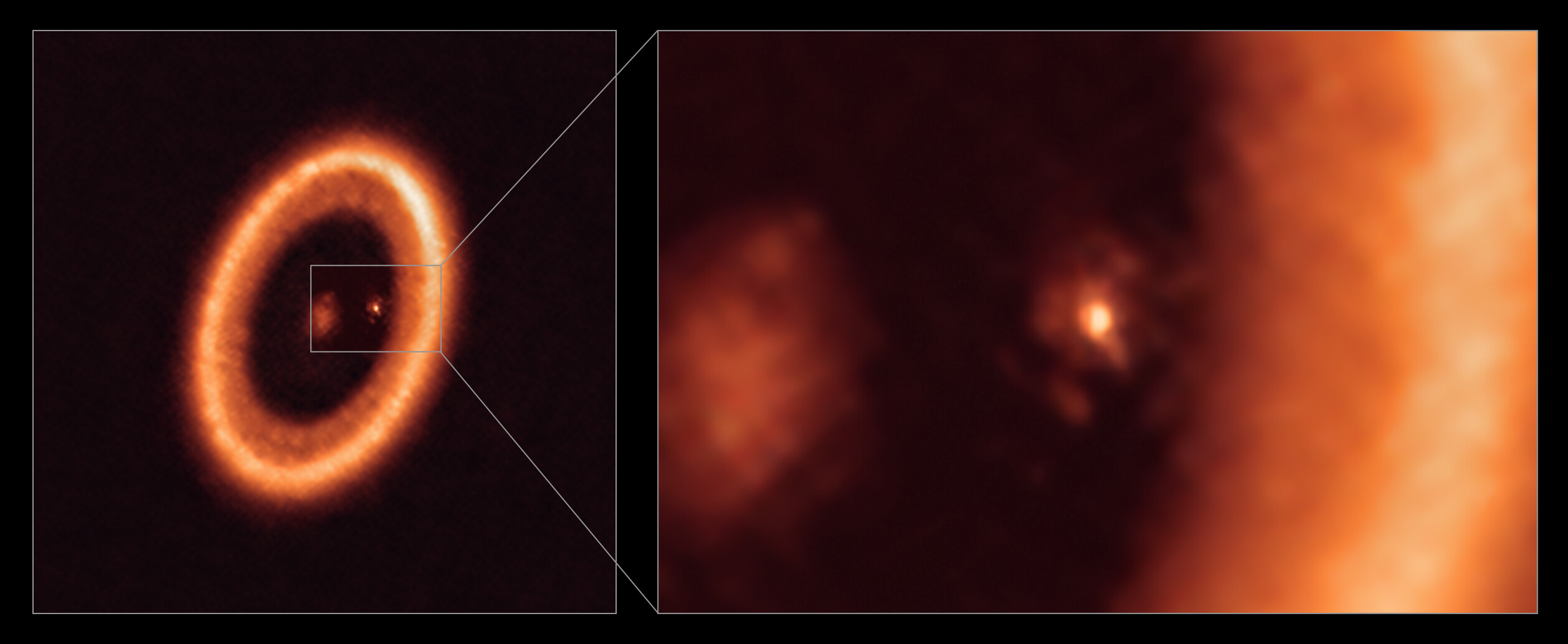
Image capturée par ALMA d'un disque circumplanétaire résolu autour de l'exoplanète PDS 70c.

Le disque protoplanétaire autour de PDS 70 a été détecté pour la première fois en 1992 et imagé avec un coronographe sur le VLT en bande K en 2006 . 
https://www.circumstellardisks.org/imgs/PDS70_riaud06.gif
Le disque a un rayon d'environ 140 UA. En 2012, un grand espace (~65 UA) a été découvert dans le disque, ce que l'on pensait être causé par la formation d'une planète / protoplanète. Plus tard, il a été observé que l'espace avait plusieurs régions : les gros grains de poussière étaient absents jusqu'à 80 UA, tandis que les petits grains de poussière n'étaient absents que jusqu'aux ~65 UA précédemment observés. Il y a une asymétrie dans la forme générale de l'écart ; ces facteurs indiquent qu'il existe probablement plusieurs planètes affectant la forme de l'espace et la répartition de la poussière.

## Système planétaire
| Planète | Masse        | Demi-grand axe (UA) | Période orbitale (jour) | Excentricité orbitale (UA) | Inclinaison    | Rayon          |
| ------- | ------------ | ------------------- | ----------------------- | -------------------------- | -------------- | -------------- |
| b       | 7,0 ± 0,5 MJ | 22,7+2,0 −0,5       | 45108+3580 −1790        | 0.17 ± 0.06                | 131.0+2.9 −2.6 | 1,75 ± 0,75 RJ |
| c       | 4,4 ± 1,1 MJ | 30,2+2,0 −2,4       | 69945+5771 −11500       | 0.037+0.041 −0.025         | 130.5+2.5 −2,4 | -              |

Dans les résultats publiés en 2018, une planète dans le disque, nommée PDS 70 b, a été imagée avec l'imageur de planète SPHERE installer sur le Very Large Telescope,. Avec une masse estimée à quelques fois celle de Jupiter, la planète aurait une température d'environ 1000 °C et une atmosphère composée de nuages ; son orbite a un rayon approximatif de 3,22 milliards de kilomètres (21,5 UA), prenant environ 120 ans pour une révolution. Les modélisations prédisent que la planète a acquis son propre disque d'accrétion,. Le disque d'accrétion a été confirmé par observation en 2019, et le taux d'accrétion a été mesuré à au moins 5 x 10-7 masses jovienne par an.

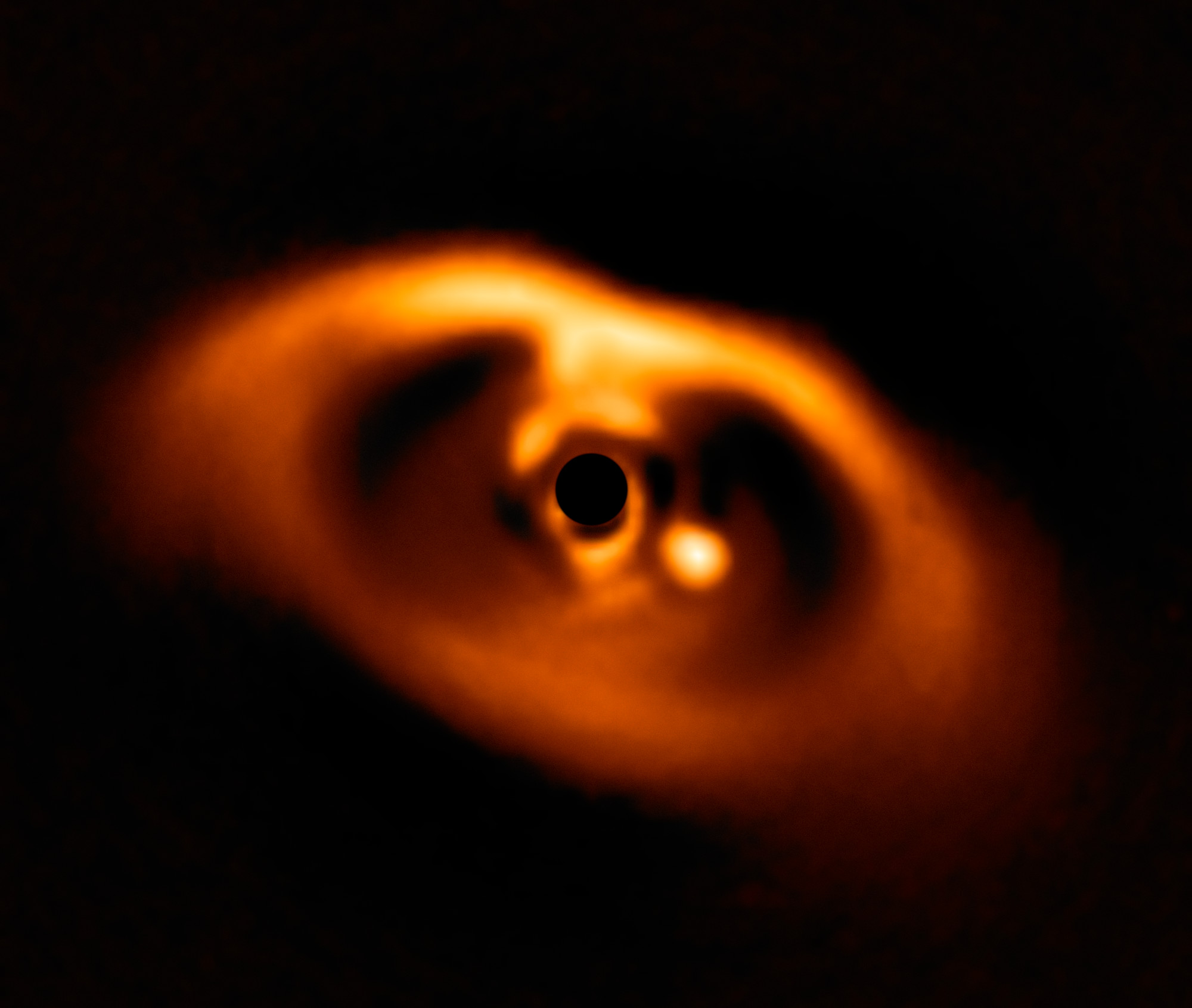
Image du système planétaire et du disque circumstellaire de PDS 70, pris avec le coronographe SPHERE installer sur le VLT.

Une étude de 2021 avec des méthodes et des données plus récentes a suggéré un taux d'accrétion inférieur de (1,4 ± 0,2) × 10−8 MJ/an. Il n'est pas clair comment concilier ces résultats entre eux et avec les modèles d'accrétion planétaire existants ; les recherches futures sur les mécanismes d'accrétion et la production d'émissions Hα devraient apporter des éclaircissements. Le rayon du disque d'accrétion (optiquement épais) est de 3,0 ± 0,2 RJ, nettement plus grand que la planète elle-même. Sa température bolométrique est de 1 193 ± 20 K.
Le spectre d'émission de la planète PDS 70 b est gris et sans relief, et aucune espèce moléculaire n'a été détectée d'ici 2021. Une deuxième planète, nommée PDS 70 c, a été découverte en 2019 à l'aide du spectrographe à champ intégral MUSE du VLT. La planète orbite autour de son étoile hôte à une distance de 5,31 milliards de kilomètres (~35,5 UA), plus loin que PDS 70 b. PDS 70 c est dans une résonance orbitale proche de 1: 2 avec le PDS 70 b, ce qui signifie que le PDS 70 c effectue près d'un tour une fois à chaque fois que le PDS 70 b en effectue près de deux.

## Disque circumplanétaire
En juillet 2019, des astronomes utilisant l'Atacama Large Millimeter Array (ALMA) ont signalé la toute première détection d'un disque circumplanétaire en formation de lune. Le disque a été détecté autour de PDS 70 c, avec un disque potentiel observé autour de PDS 70 b,. Le disque a été confirmé par des chercheurs dirigés par Caltech en utilisant les télescopes de l'observatoire W. M. Keck, situé sur le Mauna Kea, dont les recherches ont été publiées en mai 2020.